# Макаренко, Антон Семёнович
Анто́н Семёнович Мака́ренко (укр. Антон Семенович Макаренко; 1 (13) марта 1888, Белополье, Сумский уезд, Харьковская губерния, Российская империя — 1 апреля 1939, Голицыно, Московская область, РСФСР) — советский педагог и писатель.
Выдающиеся достижения в области воспитания и перевоспитания молодёжи (как из числа бывших беспризорников, так и из семей), подготовки к её дальнейшей успешной социализации, выдвинули А. С. Макаренко в число известных деятелей русской и мировой культуры и педагогики. Согласно позиции ЮНЕСКО (1988) А. С. Макаренко отнесён к четырём педагогам (наравне с Д. Дьюи, Г. Кершенштейнером и М. Монтессори), определившим способ педагогического мышления в XX веке.
Основная воспитательная и педагогическая деятельность А. С. Макаренко относится к первому пятнадцатилетию послереволюционного времени (1920—1934), когда школы и иные воспитательные учреждения, с одной стороны, крайне слабо снабжались, с другой — над ними не было столь жёстких стандартизации и идеологического контроля, которые были установлены с середины 1930-х годов.
Убедившись после принятия в 1920 году заведования колонией для малолетних правонарушителей (под Полтавой) в практической неработоспособности общепринятых воспитательных и педагогических подходов того времени, А. С. Макаренко на основе обычаев и приёмов народной педагогики (в том числе «общего дела», то есть воспитания и обучения через привлечение к посильному труду для достижения понятных и обозримых целей к общей пользе), разработанной им теории создания и укрепления воспитательного коллектива, а также глубокой веры в человека (в том числе на основе философии произведений Максима Горького) и ряда других подходов, предложил и успешно опробовал в Колонии имени Горького воспитательно-педагогическую систему, получившую впоследствии его имя. В своих трудах Макаренко утверждал, что применяемая им в уголовно-исправительных заведениях система изначально предназначалась для всех сколько-нибудь здоровых школьников и всех учебных заведений.
Демократические основы (совместное управление воспитанников и сотрудников, общее собрание, систематическая ротация командиров отрядов и т. д.), являющиеся неотъемлемой составляющей этой системы, противоречили практике большевистской педагогики. Уже в мае 1928 году Н. К. Крупская на VIII съезде комсомола критикует систему Макаренко, а другие руководители советской педагогики вскоре прямо называют её «несоветской» (что цитируется в «Педагогической поэме»). В том же году А. С. Макаренко, несмотря на все воспитательные, учебные и хозяйственные успехи, снимают с поста зав. Колонии имени Горького (в которой быстро и жёстко насаждаются обычные советские порядки), а от ареста его спасает только переход в систему НКВД, где его покровитель, нарком внутренних дел Украины В. А. Балицкий, предлагает опальному педагогу возглавить новое воспитательное учреждение — Коммуну имени Ф.Э. Дзержинского. Вскоре коллективом Коммуны были достигнуты ещё более впечатляющие успехи, уже в области промышленного производства. Но в середине 1930-х годов, «из производственной необходимости» и в условиях надвигающейся войны, Макаренко отстраняется от заведования коммуной, а созданные заводы передаются для круглосуточной работы военному ведомству. Перейдя в наркомат, Макаренко пытается подготовить распространение своего опыта для других исправительных учреждений Украины, но его подходы слишком расходятся с практикой советской жизни, и он по сути вынужден уехать в Москву, чтобы по возможности завершить литературное описание своего педагогического опыта и разработок, начатое по настойчивому совету М. Горького, выступившего первым редактором «Педагогической поэмы» — самого известного в России и за рубежом произведения А. С. Макаренко. Его книги издаются во многих странах.
Ряд исследователей, например, Симон Соловейчик, отмечают, что вокруг воспитательно-педагогического наследия А. С. Макаренко с течением времени страсти обсуждения не только не утихают (как это обычно происходит), но и разгораются с новой силой, что связывается с тем, что существенные и глубокие противоречия и недостатки советского и постсоветского воспитания и обучения, успешно разрешавшиеся Макаренко, во многом остаются камнем преткновения современной российской школы и имеют большие общественные накладки как в уровне воспитания и обучения, так и умственного, морального и психического здоровья подрастающего поколения.

## Биография

### Детство и юность
Антон родился недоношенным 1 (13) марта 1888 года на съёмной квартире, которую снимали его родители в посёлке при железнодорожной станции у села Белополье Сумского уезда Харьковской губернии, в семье Семёна Григорьевича Макаренко, рабочего-маляра вагонных железнодорожных мастерских, и Татьяны Михайловны Макаренко (в девичестве — Дергачёва), дочери мелкого чиновника в Крюковском интендантстве.
С детства был болезненным ребёнком, уже в зрелые годы легко простужался от малейшего сквозняка или холодного ветра, даже когда при нём открывали на минуту оконную форточку, а чтобы скрыть шрамы на шее от карбункулов, он всю жизнь носил рубашки с очень высоким воротником.
У Антона Макаренко был младший брат и три сестры. В 1901 году семья переехала в Крюков (в настоящее время район города Кременчуга Полтавской области). В 1905 году семья переехала со съёмного жилья в свой дом, построенный отцом семейства на свои накопления недалеко от местного еврейского кладбища.
Антон не интересовался ни отчим домом, ни делами семьи, никогда не был на постройке дома, никогда не помогал родителям, с братом, сёстрами и сверстниками не контактировал. Отец не без горечи говорил иногда: «Семья для него не существует, он приходит сюда, как в гостиницу, — переменить бельё, пообедать и поспать. Всё остальное его не интересует. Аристократ какой-то». Для Антона Макаренко на первом месте всегда были книги, которые он покупал даже в кредит, не имея возможности приобрести всё, что его интересует.
До 1991 года в советских изданиях, особенно украинских, Антон Семёновича обычно причисляли по национальности к украинцам. Из политической целесообразности советским читателям «забывали» также сообщить о наличии брата-белоэмигранта Виталия, а заодно и других детей в семье (у Антона и Виталия ещё были и сёстры), главу семьи представляли как рядового маляра (что также не вполне соответствовало действительности). Однако один из наиболее известных зарубежных "макаренковедов" из ФРГ, Гётц Хиллиг, на основании основного языка произведений Макаренко, биографических воспоминаний родственников (а именно Г. Хиллиг с З. Вайцем нашли во Франции вынужденного бежать туда, как царского офицера, младшего брата Антона Семёновича — Виталия и убедили подготовить воспоминания об Антоне и своей семье в целом) и других признаков в своей статье определённо приходит к выводу о русском самосознании А. С. Макаренко. Брат А. С. Макаренко — Виталий в своей книге «Мой брат Антон Семёнович» пишет ещё более определённо:
… несмотря на своё украинское происхождение Антон был 100 % русским.
Истинное национальное происхождение и самосознание Антона Макаренко не было тайной и для его современников. Так, в некрологе от Союза советских писателей БССР в 1939 году ясно написано:

Союз советских писателей БССР выражает своё глубокое соболезнование по поводу безвременной смерти талантливого русского писателя, орденоносца Антона Семёновича Макаренко, автора выдающихся произведений, широко известных белорусскому читателю.

В то же время Макаренко хорошо понимал украинский язык (хотя, как отмечал тот же Хиллиг, испытывал определённые трудности, когда Колонию обязали одно время представлять письменные отчёты только на украинском языке) и умело включал отдельные сочные украинизмы в тексты своих произведений. Как свидетельствует один из воспитанников Макаренко по коммуне имени Дзержинского, поляк по происхождению, Леонид Конисевич в своей книге «Нас воспитал Макаренко», Антон Семёнович понимал многие фразы и мог кратко общаться и на польском языке, что выяснилось при приезде польской делегации.
В 1897 году Макаренко поступил в начальное железнодорожное училище. В 1904 году он окончил четырёхклассное училище в Кременчуге и одногодичные педагогические курсы (в 1905 году) и начал работать в Крюкове учителем в железнодорожном училище, зимой 1908—1909 года за интимную связь с женой священника был изгнан из отчего дома и несколько месяцев жил в съёмной комнате в квартире у отца своей возлюбленной, тоже священника, но 11 апреля, на Пасху, был прощён отцом и вернулся домой к семье.
С 1911 года решил опять жить самостоятельно, переехал работать учителем на станции Долинская. В 1914—1917 годах — учёба в Полтавском учительском институте, который окончил с золотой медалью. Приведённая как-то самим Макаренко (в одной из анкет) тема его диплома — «Кризис современной педагогики» впоследствии была подвергнута сомнению рядом исследователей-макаренковедов (в частности, Г. Хиллигом).
Во время Первой мировой войны в 1916 году Макаренко был призван в армию, но по слабости зрения (и при своевременном вмешательстве брата Виталия) он был демобилизован. В 1917—1919 годах он был заведующим железнодорожной школой при Крюковских вагонных мастерских, состоял в любительской театральной труппе театра «Корсо». В 1919 году он переехал в Полтаву.

### Руководитель колонии

Макаренко в 1920-х годах

По поручению Полтавского Губнаробраза (губернского отдела народного образования) создал трудовую колонию для несовершеннолетних правонарушителей в селе Ковалёвка близ Полтавы, первоначально именовавшуюся «колонией для дефективных».
Через непродолжительное время А. С. Макаренко по собственному почину начинает в деловой переписке именовать Колонию именем М. Горького (на то время эмигранта, проживавшего за границей). В 1921 году колонии было утверждено имя М. Горького.
В 1926 году Колония имени Горького была переведена в Куряжский монастырь под Харьковом; М. Горький интересовался воспитательной и педагогической деятельностью А. Макаренко, оказывал ему всяческую поддержку.
Летом 1928 года М. Горький впервые лично посетил и пробыл несколько дней в Колонии своего имени. Антон Семёнович сопровождал Горького во время визита в Куряж. Датой окончания своей работы в колонии Макаренко в Послужном списке при поступлении на службу в центральный аппарат НКВД УССР называет 3 сентября 1928 года.

### Коммуна им. Дзержинского
С 15 октября 1927 года (до сентября 1928 года одновременно будучи руководителем Колонии имени Горького) и до 1 июля 1935 года руководил Коммуной имени Ф. Э. Дзержинского и её педагогической частью (Послужной список из личного дела А. С. Макаренко. Архив МВД Украины). В 1930 году в Коммуне был открыт рабочий факультет Харьковского машиностроительного института, в 1932 году — завод электроинструментов, затем завод плёночных фотоаппаратов. С 1933 года Коммуна первой в СССР среди детских заведений перешла на полное самообеспечение. С 1934 года здесь работала средняя школа.

В 1933 году экс-премьер Франции Эдуар Эррио и другие французские гости осматривали детскую трудовую коммуну имени Дзержинского. 
«Французские общественные деятели подробно ознакомились с административной структурой коммуны, с производством, бытом коммунаров — быв. беспризорных и малолетних правонарушителей. Гости были поражены чистотой и порядком, отличающими коммуну, обилием цветов и свежего воздуха. Эррио подробно беседовал с помощником начальника коммуны по учебной части т. Макаренко и интересовался, каким образом руководству коммуны удается воспитывать одновременно в одним стенах и беспризорных, и подростков, имеющих профессионально-уголовные навыки. Тов. Макаренко подробно разъяснил французским гостям, что советская педагогика не признаёт врождённой преступности и что основными методами воздействия на ребят являются дисциплина коллектива и коллективный труд. После осмотра общежития и фабрики духовой оркестр коммуны исполнил импровизированный концерт, который вызвал у гостей глубочайшее внимание и восторженные отклики».
В связи с осознанием в соответствующих ведомствах важности выпускаемой заводами Коммуны продукции для оборонной промышленности страны и желанием (а отчасти и необходимостью в условиях надвигающейся войны) заметно увеличить выпуск этой продукции, на заводах появляется больше взрослых рабочих, за А. С. Макаренко оставляют должность заместителя по педагогической части, а затем он переводится в Киев. 7 января 1939 года Харьковская трудовая коммуна была преобразована в промышленный комплекс и переименована в Харьковский комбинат НКВД СССР им. Ф. Э. Дзержинского.
Член Союза советских писателей (с 1934 года).

### Киевский период (отдел трудовых колоний)
С 1 июля 1935 года переведён в Киев, в центральный аппарат НКВД УССР, где работал на должности помощника начальника отдела трудовых колоний до ноября 1936 года. Он был аттестован, ему было присвоено первичное специальное звание «сержант госбезопасности», носил форму НКВД и за ним было закреплено табельное оружие.
Разработал концепцию перевода всех украинских учреждений для несовершеннолетних, нуждающихся в социальной опеке и перевоспитании, на опробованную им ранее в Колонии имени Горького и Коммуне имени Ф. Э. Дзержинского методику воспитания. Пытался продвигать эту концепцию к осуществлению, но не получил необходимой поддержки. Более того, среди сотрудников отдела трудовых колоний начались аресты. Был, в частности, арестован его непосредственный начальник Л. С. Ахматов, показавший на допросе на Макаренко как на своего сообщника в «троцкистской деятельности». Только вмешательство благоволившего Макаренко народного комиссара В. А. Балицкого, лично приказавшего вычеркнуть фамилию Макаренко из протокола, спасло Антона Семёновича от ареста.
С этого времени А. С. Макаренко, и до того тяготившийся чиновничьей деятельностью, не оставлявшей времени для писательства и только изредка дававшей возможность вернуться к воспитанию (так, он чуть больше месяца руководил (по совместительству) педагогической частью трудовой колонии № 5 в Броварах под Киевом), стал думать о переезде в Москву. Посредником в этом вопросе стал А. М. Горький и его секретарь Крючков. В марте 1937 года Макаренко переехал из Киева в Москву, где купил квартиру в писательском доме в Лаврушинском переулке.
8 мая того же года наркома В. А. Балицкого сняли с должности и перевели на Дальний Восток, 7 июля арестовали и 27 ноября расстреляли.
Киевский период деятельности А. С. Макаренко сравнительно мало освещён в литературе. В СССР первая книга по этому направлению появилась только в 1990 г. (Ширяев В.
Камни с дороги надо убирать. М., 1990). Ему также посвящено ряд исследований, в частности, А. Абаринов, Г. Хиллиг «А. С. Макаренко в год Большого террора» и А. Абаринов, Г. Хиллиг «Испытание властью. Киевский период жизни Макаренко (1935—1937 гг.)».

### Московский период
После переезда в Москву занимался в основном литературной деятельностью, публицистикой, много выступал перед читателями, педагогическим активом. Указом Президиума Верховного Совета СССР от 31 января 1939 г. награждён орденом Трудового Красного Знамени. Незадолго до кончины, в феврале 1939 года подал заявление о принятии его кандидатом в члены ВКП(б).
В начале 1939 г. Макаренко работал над сценарием к фильму «Флаги на башнях» в соавторстве с Маргаритой Барской, но руководство Киностудии имени Горького отказалось ставить фильм по их сценарию, поскольку Барская была любовницей впавшего в опалу журналиста К. Радека.

### Смерть

Могила Антона Макаренко на Новодевичьем кладбище Москвы

1 апреля 1939 года Антон Макаренко скоропостижно скончался, по официальной версии от сердечного приступа, случившегося в 10:30 по дороге в Дом творчества в вагоне пригородного поезда № 134 на станции «Голицыно». В 10:43 прибывшая врач констатировала смерть.

Согласно биографии Макаренко за авторством Евгения Балабановича, основанной на материалах официальных инстанций и опубликованной в 1951 году: 
«1 апреля 1939 года Макаренко возвращался в Москву из подмосковной дачной местности Голицыно. В руках у него был сценарий, который он вез на кинофабрику. Макаренко вошёл в вагон пригородного поезда, сел на скамейку и сейчас же упал. Успев сказать только „Я писатель Макаренко“, — Антон Семенович скончался от разрыва сердечной мышцы». 
Согласно материалам акта о смерти пассажира Макаренко, составленного сотрудником железнодорожной милиции, последних слов у него не было — А. С. Макаренко умер в одиночестве и не узнанным (милиционер сначала решил, что он пьян).
В 1967 году С. И. Фонская, бывшая директор Дома отдыха Литфонда «Писатель» в Голицыно, присутствовавшая (но не упомянутая в официальных документах) при осмотре места происшествия милицией и досмотре вещей Макаренко, скончавшегося на обратном пути в Москву, пишет, что в момент прибытия в Голицыно «в руках у него был небольшой чемоданчик», а в поезде, как это явствует из акта (акт составлял линейный уполномоченный ЖДМ ст. «Голицыно» Выдрин в присутствии Чибизова Г. Т. и Кондратьева Н. Н.), — только «чёрный портфель». Ещё ряд странных фактов, связанных с преждевременной смертью Макаренко, были позже опубликованы во время хрущёвской оттепели и перестройки. Факсимиле акта о смерти «пассажира Макаренко» впервые было показано по телевидению в телефильме «Семейные тайны Антона Макаренко» (2005).
Некрологи на смерть А.С. Макаренко были опубликованы в центральных газетах
Макаренко похоронен на Новодевичьем кладбище в Москве. Авторы надгробного памятника - скульптор Владимир Цигаль и архитектор В. Калинин.

## Семья
- Отец — Семён Григорьевич Макаренко (1850—1916) — рабочий в вагоноремонтных мастерских. Тяготился тем, что «вырастил антихриста. Чему он научит своих учеников?»[23];
- Мать — Татьяна Михайловна Макаренко (1855—1931) — домохозяйка. В 1905 году её сын Антон заявил ей: «Я не просил вас родить меня на свет Божий. Вам необходимо нести некоторую ответственность за ваши поступки».[24] После победы большевизма была выгнана из собственного дома на улицу своим зятем (членом компартии), после чего жила у Антона Семёновича в коммуне[25];
- Гражданская жена — Елизавета Фёдоровна Григорович (с 1906 по 1935) — бывшая попадья (то есть супруга священника), сбежала от прежнего мужа, поскольку по церковным законам не могла получить развод[23]. С Антоном Макаренко «брак по переписке»,[26] жили отдельно друг от друга, даже когда проживали в одном и том же городе[27]. В дореволюционный период Макаренко неоднократно делал неудачные предложения женитьбы: в 1910 — своей коллеге, учительнице Крюковского железнодорожного училища Е. Сосновской, в 1912 — Ф. Никитченко, 17-летней ученице из Долинской, в 1914 — полтавской учительнице Е. Костецкой, в 1917 — Т. Коробовой, учительнице рукоделия в Крюкове[28]. Послереволюционная советская историография не отразила вех его личной жизни;
- Жена — Галина Стахиевна Макаренко ( в девичестве Рогаль-Левицкая, до 09.1935 — Салько; 1891—1962);
- Приёмная дочь — Олимпиада Витальевна Макаренко (7.08.1920 — 2001)[29], дочь брата Виталия и мать известной советской актрисы Екатерины Васильевой);
- Внучатая племянница — Екатерина Васильева, советская и российская актриса, родилась в семье поэта Сергея Васильева и Олимпиады Витальевны Макаренко;
- Внучатый племянник — Антон Сергеевич Васильев (р. 15 июня 1953 года) — кинорежиссёр, сценарист, поэт;
- Приёмный сын — Лев Михайлович Салько (1914—1957).

Брат Виталий (1895—1983) был офицером Добровольческой армии (марковцем), покинул Россию, эвакуировавшись с частями Русской армии из Крыма в ноябре 1920-го года. До революции был офицером (поручиком) Императорской армии. Участник Брусиловского прорыва, получил там ощутимые ранения и отмечен за храбрость наградой. Виталий несколько раз сыграл важную роль в жизни брата Антона: принял деятельное участие в комиссовании призванного в 1916 г. на воинскую службу А. С. Макаренко по состоянию здоровья (близорукости) и возвращению его к педагогической деятельности. Видный "макаренковед" Г. Хиллиг отмечает, что А. С. Макаренко крайне тяжело переносил условия упомянутого призыва и это вмешательство Виталия, возможно, спасло жизнь Антона. Именно Виталий Макаренко, посильно помогая брату в педагогической деятельности, предложил ввести элементы игры и военизацию в занятия с учащимися, что позже показало свою уместность и полезность.
После эмиграции остаток жизни Виталий Семёнович провёл во Франции, где его в 1970 году разыскали западноевропейские биографы Макаренко Г. Хиллиг (ФРГ) и З. Вайц (Франция) и убедили оставить о старшем брате воспоминания. Из этих воспоминаний «макаренковеды» узнали и уточнили многие подробности детства Антона и всей семьи Макаренко, в частности, факт рождения трёх сестёр Антона и Виталия.
Все биографии А. С. Макаренко начинают историю нашей семьи с Белополья. Но прежде чем попасть в Белополье, отец несколько лет проработал в Крюкове, где уже существовали какие-то небольшие мастерские для починки вагонов. Здесь отец познакомился с мамой и женился в 1875 году. Мама была коренной крюковчанкой и ещё в моё время существовал на Поселянской улице её родительский дом, довольно большой и солидный, с большим двором и садом. (Наверное, существует и теперь, так как от последней войны много пострадал Кременчуг, Крюков же остался почти нетронутым — об этом мне писала моя племянница Тася, которая живёт при нашем доме, теперь музей А. С. Макаренко.). Я думаю, что первым ребёнком в нашей семье была Серафима, умершая в младенческом возрасте. Во всяком случае сестра Саша (Александра), родившаяся в 1881 году, появилась на свет ещё в Крюкове. Следовательно, переезд семьи в Б. надо расположить приблизительно в 1881—1885 гг., где родились: Антон — в 1888 г., Наталия — в 1891 и я, последний, — в 1895.
Историк С. В. Максименко в своих докладах утверждает , что в книге В. С. Макаренко присутствуют неточности, связанные с книгой профессора Гётца Хиллига, написанной во времена Перестройки. По С. В. Максименко, достоверно известно о неучтённых родственниках А. С. Макаренко, которые были признаны умершими на родине или сосланы в Сибирь, а сейчас проживают в Чувашии и Московской области. Родная сестра А. С. Макаренко и, позже, в конце 90-х годов, её дети и внуки переселились в Москву, создав в честь него благотворительную организацию".

## Литературное творчество
В 1914 или 1915 году написал первый рассказ, послал его Максиму Горькому, но тот признал рассказ слабым в литературном отношении. После этого Макаренко в течение тринадцати лет писательской деятельностью не занимался, но вёл записные книжки. Переписка Горького и Макаренко продолжалась с 1925 по 1935 год. После посещения колонии для несовершеннолетних Горький посоветовал Макаренко вернуться к литературной работе. После книг о коммуне имени Ф. Э. Дзержинского «Марш 30 года» (1932) и «ФД—1» (1932) было закончено главное художественное произведение Макаренко — «Педагогическая поэма» (1925—1935).
В последние годы жизни Макаренко продолжил работу как над художественными произведениями — «Флаги на башнях» (1938), — так и над автобиографическими материалами: повестью «Честь» (1937—1938), романом «Пути поколения» (не закончен). Кроме того, он продолжал активно разрабатывать методику педагогической деятельности и воспитания в целом, опубликовал ряд статей. В 1936 году вышла его первая крупная научно-педагогическая работа «Методика организации воспитательного процесса». Летом-осенью 1937 года выходит в свет первая часть «Книги для родителей». В произведениях Макаренко выражены его педагогический опыт и педагогические взгляды.
Макаренко выступал против использования для детей элементов тюремного режима в пользу усиления производственного уклона и общевоспитательных методов. В отношениях с воспитанниками придерживался принципа: «Как можно больше требований к человеку и как можно больше уважения к нему».
Сам А. С. Макаренко так подводит итог своих трудов в эпилоге «Педагогической поэмы»:
Мои горьковцы тоже выросли, разбежались по всему советскому свету, для меня сейчас трудно их собрать даже в воображении. Никак не поймаешь инженера Задорова, зарывшегося в одной из грандиозных строек Туркменистана, не вызовешь на свидание врача Особой Дальневосточной Вершнева или врача в Ярославле Буруна. Даже Нисинов и Зорень, на что уже пацаны, а и те улетели от меня, трепеща крыльями, только крылья у них теперь не прежние, не нежные крылья моей педагогической симпатии, а стальные крылья советских аэропланов. И Шелапутин не ошибался, когда утверждал, что он будет лётчиком; в лётчики выходит и Шурка Жевелий, не желая подражать старшему брату, выбравшему для себя штурманский путь в Арктике. 
...
и Осадчий — технолог, и Мишка Овчаренко — шофёр, и мелиоратор за Каспием Олег Огнев и педагог Маруся Левченко, и вагоновожатый Сорока, и монтёр Волохов, и слесарь Корыто, и мастер МТС Федоренко, и партийные деятели — Алёшка Волков, Денис Кудлатый и Волков Жорка, и с настоящим большевистским характером, по-прежнему чуткий Марк Шейнгауз, и многие, многие другие.
...
— ... Мальчики? Линзы с точностью до микрона? Хе-хе!
Но уже пятьсот мальчиков и девчат бросились в мир микронов, в тончайшую паутину точнейших станков, в нежнейшую среду допусков, сферических аберраций и оптических кривых, смеясь, оглянулись на чекистов.
— Ничего, пацаны, не бойтесь, — сказали чекисты.
Развернулся в коммуне блестящий, красивый завод ФЭДов, окружённый цветами, асфальтом, фонтанами. На днях коммунары положили на стол наркома десятитысячный «ФЭД», безгрешную изящную машинку.
Многое уже прошло, и многое забывается. Давно забылся и первобытный героизм, блатной язык и другие отрыжки. Каждую весну коммунарский рабфак выпускает в вузы десятки студентов, и много десятков их уже подходят к окончанию вуза.

## Награды
- орден Трудового Красного Знамени (31.01.1939);
- Золотые часы — от НКВД в связи с V-ой годовщиной Коммуны ФЭД. 1932.

## Альтернативные биографии, оценка и критика

### Вопрос о национальности
Биограф А. С. Макаренко профессор Гётц Хиллиг посвятил вопросу национального происхождения и национального самосознания А. С. Макаренко отдельное исследование, итоги которого представлены в докладе «К вопросу национального самосознания А. С. Макаренко», где в целом подтверждаются как утверждение брата, так и русское самосознание Антона Семёновича. Хиллиг отмечает, что все произведения и личную переписку А. С. Макаренко вёл на русском языке. В то же время он знал и любил украинский язык, часто и уместно включал украинскую речь в диалоги действующих лиц своих произведений. А. С. Макаренко также понимал и мог объясняться по-польски, о чём упоминает Л. В. Конисевич в книге «Нас воспитал Макаренко» в главе о приезде польской делегации.
В то же время указывается, что по тактическим соображениям (в целях уменьшить для некоторых чиновников число поводов для разгона колонии им. М. Горького) он с определённого года перестаёт указывать в графе национальность слово «русский» (как это ещё было в Крюкове), а начинает писать «украинец».
Сохранились и письма самого А. С. Макаренко с упоминанием по данному вопросу. Так, в письме А. М. Горькому из Харькова от 5 октября 1932 г. Антон Семёнович пишет: «Дорогой Алексей Максимович. […] И ещё одно — мне надоела Украина, ибо я всегда был просто русским человеком, а Москву люблю».
В прощальном слове от Союза советских писателей БССР сказано:
Союз советских писателей БССР выражает своё глубокое соболезнование по поводу безвременной смерти талантливого русского писателя, орденоносца Антона Семёновича Макаренко, автора выдающихся произведений, широко известных белорусскому читателю.Правление Союза Советских писателей БССР
Уже при жизни А. С. Макаренко его деятельность и труды как воспитателя и педагога получили высокую оценку Л. Арагона, А. Барбюса, Д. Бернала, У. Бронфенбреннера, А. Валлона, В. Галля, А. Зегерс, Я. Корчака, С. Френе и других деятелей культуры и образования.
Огромное значение в жизни Макаренко сыграл М. Горький, для которого забота о российских детях, особенно оказавшихся беспризорными, была естественным и важнейшим делом на протяжении многих лет. Так, Ф. Э. Дзержинский начал решать проблему беспризорности только после того, как М. Горький написал письмо В. И. Ленину о необходимости срочно заняться этим вопросом. В последующие годы Горький помогает подготовить книгу о «гремевшей» в конце двадцатых годов Болшевской трудовой коммуне в Болшево (Подмосковье), на основе опыта которой был снят всемирно известный фильм «Путёвка в жизнь». В этой коммуне под руководством М. С. Погребинского так же, как у Макаренко, правонарушители перевоспитываются полезным производительным трудом, так же нет заборов и охраны.
Макаренко для Горького был очередным примером передового опыта в воспитании. Горький всячески настаивал на издании записок Макаренко о его опыте воспитания в виде книги, помог разместить в печать в литературных альманахах сначала отдельные главы «Педагогической поэмы», а затем выпустил всю книгу под своей редакцией.

Всеволод Балицкий

Большое значение для Макаренко имело понимание и поддержка его опыта воспитания и перевоспитания буквально с первых лет деятельности Колонии им. М. Горького со стороны рук. НКВД Украины Всеволода Апполлоновича Балицкого [1892 или 1893—1937]. Именно благодаря последнему Макаренко после снятия с руководства Колонии им. Горького продолжил руководить схожим учреждением (Коммуной им. Ф. Э. Дзержинского) уже в составе НКВД (А. С. Макаренко был назначен руководить Коммуной в декабре 1927 г., то есть в течение полугода совмещал обе должности: в Коммуне и в Колонии). Достоверно известно и то, что осенью 1936 г. по прямому указанию Балицкого фамилию Макаренко вычеркнули из списка лиц, уже оговорённых как троцкистов в ходе допроса по делу бывшего начальника Макаренко по отделу трудовых колоний НКВД Украины Л. С. Ахматова.
«И может быть, очень скоро у нас перестанут писать „педагогические поэмы“ и напишут просто деловую книжку: „Методика коммунистического воспитания“». А. С. Макаренко, 1935 г. «Педагогическая поэма».

### Критики Макаренко
Тезисно основные претензии к системе Макаренко (а заодно и оправдание бездействия многих педагогов в этом направлении) ёмко выразил С.А. Калабалин в своей статье  (цит. по книге акад. Н.Д. Ярмаченко, с. 10):

«На всех педагогических перекрёстках Макаренко громко хвалят и превозносят, но если прислушаться, то недоброжелательных голосов найдётся немало в учительском мире:
- Макаренко устарел,– это говорится безапелляционно, с небрежным, отбрасывающим жестом;
- Да, да, его педагогическое чудо непревзойдено, но что Вы хотите? Талант, дар божий. Всё зависит от учителя. Есть учителя любимые, есть бездарности и посредственности. Закон природы;
- Вот, говорят, Макаренко, Макаренко. А я попробовал ввести аресты: ничего не вышло. И Макаренко не бог, тоже ошибался. Нельзя всё брать у него;
- Макаренко был хорош для воспитания «уголовников» и беспризорных. Для нормальной школы он не годится».

### Критики Макаренко: Н.К. Крупская
Вопрос о взаимоотношениях А. С. Макаренко и Н. К. Крупской, по свидетельству Г. Хиллига (см. ниже), первым поставил профессор Бохумского университета Анвайлер в статье «А. С. Макаренко и педагогика его времени». Именно в ней он указал, что Макаренко и Крупская находились в конфликте. На первом международном симпозиуме 1966 г. во Флото (ФРГ), посвящённом наследию Макаренко, именно Анвайлер снова заострил внимание на «скрытой вражде между Крупской и Макаренко», заявив, что есть основания полагать, что осуждение воспитательной системы Макаренко как «идеологически вредной» произошло по инициативе Крупской, а также что она участвовала в кампании по отстранению Макаренко от должности заведующего колонией им. Горького летом 1928 г. (в частности, обвинив А. С. Макаренко с трибуны VIII съезда ВЛКСМ в мае 1928 г. в постоянном избиении воспитанников и назвав его «чемпионом хулиганства»). По сути, только заступничество В. А. Балицкого, оставившего беспартийного и только что уволенного с поста рук. Колонии им. Горького А. С. Макаренко в качестве заведующего Коммуной им. Дзержинского (то есть в системе НКВД), спасло Антона Семёновича от ожидаемого после таких слов вдовы «вождя мирового пролетариата» ареста и последующей расправы.
Анвайлер отметил, что Крупская практически не упоминает Макаренко в своих трудах, представив в виде доказательства 11-томник педагогических трудов Крупской издания 1957—1963 гг., а Макаренко ни словом не обмолвился о Крупской в семитомнике, изданном в 1957—1958 гг. Однако эти сочинения составлялись не Крупской и не Макаренко лично и содержанием этих изданий далеко не исчерпывалось их наследие. Так, например, исследователь трудов Макаренко Т. С. Князева в 1979—1980 гг. в одном из архивов Москвы нашла письмо Крупской к Макаренко. С. С. Невская, известная своими исследованиями в области педагогики Макаренко, в свою очередь нашла рукопись отклика Крупской на «Книгу для родителей». Директор музея Макаренко в Кременчуге П. Г. Лысенко в 1969 г. опубликовал рукопись Макаренко под названием «Биография Н. К. Крупской». Очевидно, с течением времени и поступлением уточнённых сведений о педагогическом опыте А. С. Макаренко, отношение Н. К. Крупской к нему и его системе постепенно эволюционировало.
Сам Макаренко, выступая в Московском университете 1 марта 1939 г. (то есть через 4 дня после смерти Н. К. Крупской), сказал: «И сегодня, и завтра, и в ближайшие дни, и дальше в нашей жизни будет вспоминаться сегодняшний траурный день. Мы сегодня хороним большого деятеля коммунистического воспитания, великого гуманиста нашего времени, друга Ленина, создавшего новую эпоху в большевистской партии, в том числе и эпоху в человеческом поведении. Мы сегодня хороним Надежду Константиновну Крупскую».
Более подробно взаимоотношения А. С. Макаренко и Н. К. Крупской были исследованы Г. Хиллигом, который посвятил этому вопросу, в частности, статью «Макаренко и Крупская».

### Макаренко и Сорока-Росинский
Отметим, что сам Макаренко резко критически относился к опыту другого известного педагога того периода В. Н. Сороки-Россинскому, беллетристически описанному в книге «Республика ШКИД». В воспоминаниях Р. Шендеровой указано, что в 1920-е годы Крупская, курировавшая в правительстве вопросы образования и социального воспитания, на одном из всесоюзных педагогических совещаний раскритиковала методы «какой-то сороки», противопоставляя этим методам и их автору систему А. С. Макаренко с её предельно осязаемой трудовой конкретикой.

## Макаренковедение
Первая советская кандидатская диссертация по макаренковедению на тему: «Педагогический опыт А. С. Макаренко» была защищена в Москве 21 июня 1941 г. в Учёном совете института им. К. Либкнехта Иваном Фёдоровичем Козловым. Впоследствии им же были предприняты усилия по изданию сначала избранных произведений Антона Семёновича Макаренко, а затем и полного собрания сочинений и подготовлена книга «О педагогическом опыте А. С. Макаренко».
Ведущее место в зарубежном «макаренковедении» занимает основанная в 1968 году в ФРГ лаборатория по изучению наследия А. С. Макаренко, являющаяся подразделением самого крупного учреждения педагогического «остфоршунга» — исследовательского центра сравнительной педагогики Марбургского университета. Там была предпринята попытка издания трудов Макаренко на немецком и русском языках с восстановлением цензурных купюр, но в 1982, после выхода семи томов, издание было прекращено. Признание и известность как среди российских, так и зарубежных макаренковедов получили, в частности, труды профессора Гётца Хиллига (ФРГ), иностранного члена Российской академии образования и Национальной академии педагогических наук Украины, президента (до 2002 г.) Международной макаренковской ассоциации (ММА). С 19 июня 2013 г. ММА возглавляет Никола Сичилиано де Кумис (Италия, Рим) — профессор университета La Sapienza. А к.ф.н. Кораблёва Т. Ф. в том же году избрана руководителем Российской макаренковской ассоциации.

## Цитаты Макаренко
«Научить человека быть счастливым — нельзя, но воспитать его так, чтобы он был счастливым, можно».— А. С. Макаренко Лекции о воспитании детей

«Если мало способностей, то требовать отличную учёбу не только бесполезно, но и преступно. Нельзя насильно заставить хорошо учиться. Это может привести к трагическим последствиям».— Валентина Постовалова. «Макаренко, которого всем нам необходимо знать»
 Пояснение. Макаренко стремился к тому, чтобы у каждого учащегося в школе было хотя бы 2-3 «любимых» предмета (кружка, секции, участия в театре, оркестре и т. д. вплоть до отряда по борьбе с самогоноварением в окрестных сёлах), по которым и в которых он(а) занимался/-лась с удовольствием; добивался освоения посильных для данного человека уровней каждого учебного предмета (они могли быть как выше (подготовка к рабфаку), так и существенно ниже «общей» программы), то есть безделье также не поощрялось.

«Воспитание происходит всегда, даже тогда, когда вас нет дома».

«Наше педагогическое производство никогда не строилось по технологической логике, а всегда по логике моральной проповеди. Это особенно заметно в области собственного воспитания… Почему в технических вузах мы изучаем сопротивление материалов, а в педагогических не изучаем сопротивление личности, когда её начинают воспитывать?»

«Если перед коллективом нет цели, то нельзя найти способа его организации».

«Отказаться от риска — значит отказаться от творчества».

«Моя работа с беспризорными отнюдь не была специальной работой с беспризорными детьми. Во-первых, в качестве рабочей гипотезы я с первых дней своей работы с беспризорными установил, что никаких особых методов по отношению к беспризорным употреблять не нужно».— Макаренко А. С. Педагогические сочинения в 8 томах

«Словесное воспитание без сопровождающей гимнастики поведения есть самое преступное вредительство».

«Вы можете быть с ними сухи до последней степени, требовательны до придирчивости, вы можете не замечать их… но если вы блещете работой, знанием, удачей, то спокойно не оглядывайтесь: они на вашей стороне… И наоборот, как бы вы ни были ласковы, занимательны в разговоре, добры и приветливы… если ваше дело сопровождается неудачами и провалами, если на каждом шагу видно, что вы своего дела не знаете… никогда вы ничего не заслужите, кроме презрения…».

«Сорок сорокарублёвых педагогов могут привести к полному разложению не только коллектив беспризорных, но и какой угодно коллектив».

«С вершин „олимпийских“ кабинетов не различают никаких деталей и частей работы. Оттуда видно только безбрежное море безликого детства, а в самом кабинете стоит модель абстрактного ребёнка, сделанная из самых лёгких материалов: идей, печатной бумаги, маниловской мечты… „Олимпийцы“ презирают технику. Благодаря их владычеству давно захирела в наших педвузах педагогически техническая мысль, в особенности в деле собственного воспитания. Во всей нашей советской жизни нет более жалкого технического состояния, чем в области воспитания. И поэтому воспитательское дело есть дело кустарное, а из кустарных производств — самое отсталое».— Макаренко А. С. Сочинения в 7 тт., 1957..

«Книги — это переплетённые люди».

«Культура любовного переживания невозможна без тормозов, организованных в детстве». — Макаренко А. С. «Книга для родителей»

## Последователи
В условиях, когда воспитательно-педагогические достижения коллективов под руководством А.С. Макаренко стали общепризнаны, в том числе на международном уровне, одним из распространённых приёмов критиков системы А. С. Макаренко стало и остаётся утверждение, что эта система хорошо работала якобы только в руках своего создателя (да, мол, Макаренко - гений, но именно поэтому его достижения "обычным смертным" повторить не удастся). Это опровергается как подробным выверенным описанием системы в произведениях самого А. С. Макаренко (поневоле и преимущественно в виде художественно-научного изложения), так и успешной многолетней деятельностью целого ряда его последователей, в том числе (но не исключительно) упомянутых ниже.
Среди наиболее известных последователей и продолжателей деятельности А. С. Макаренко из его воспитанников нужно назвать в первую очередь Семёна Афанасьевича Калабалина (1903—1972) и его супругу Галину Константиновну (1908—1999, в «Педагогической поэме» — Семён Карабанов и Галина Подгорная («черниговка»)), а также и Алексея Григорьевича Явлинского (1915—1981), отца известного политического деятеля Г. А. Явлинского.
Ряд воспитанников Макаренко первоначально выбрали другую стезю в жизни, но через некоторое время обратились к воспитательной деятельности. Среди них наиболее известен Л. В. Конисевич, более 15 лет отдавший морской службе, а затем на четверть века возглавивший на Украине интернат «Алмазный», где воспитание было основано на посильном и увлекательном уходе за цветниками, садом и огородом. В конце жизни Леонид Вацлавович успел подготовить в своей книге «Нас воспитал Макаренко» наиболее подробные (из всех имеющихся) воспоминания о жизни и труде в Коммуне им. Дзержинского именно с точки зрения воспитанника.
Среди последователей, не являвшихся непосредственно воспитанниками Антона Семёновича, известны фамилии проф., д.п.н. В. В. Кумарина (1928—2002, начал с успешного внедрения системы Макаренко в детском доме Владимирской обл., посвятил свою научную деятельность и обе диссертации изучению системы Макаренко), Г. М. Кубракова (Казахстан), И. А. Зязюна (Украина), а также А. А. Католикова, А. А. Захаренко, А. С. Гуревича, В. М. Макарченкова и др.
Идеи А. С. Макаренко об организации коллектива (опора на традиции, педагогический коллектив как сообщество единомышленников, организация отношений ответственной зависимости, детское самоуправление и др.) развивал в Краснодаре (благоразумно оформив своё начинание как опытную педагогическую площадку АПН СССР) педагог Фёдор Фёдорович Брюховецкий. Создавая на принципах гуманизма творческий коллектив детей и взрослых, Ф. Ф. Брюховецкий творчески применил эти идеи в практике массовой школы и дополнил оригинальным содержанием с учётом социальных условий воспитания в послевоенные годы.
Пропагандой опыта А. С. Макаренко в том или ином виде продолжали заниматься и многие сотрудники и преподаватели Колонии им. М. Горького и Коммуны им. Ф. Э. Дзержинского. В первую очередь здесь следует упомянуть главного организатора клубной и внеклассной работы Колонии и Коммуны — Виктора Терского (в «Педагогической поэме» — В. Н. Перский) и главного агронома Колонии им. М. Горького — неутомимого Н. Э. Фере (в «Педагогической поэме» — Н. Шере), после увольнения Макаренко из Колонии им. М. Горького перешедшего в сельскохозяйственную науку, но помнившего опыт сотрудничества с А. С. Макаренко и написавшего о нём книгу «Мой учитель».
Любопытным продолжением макаренковского движения проявили себя ряд представителей комсомола, занявшихся в середине 1960-х годов работой с «трудными» подростками. Некоторые из них, к примеру, Виталий Ерёмин, Владислав Ширяев, вполне сознательно использовали опыт и подходы А. С. Макаренко, о чём упоминают в описании своего педагогического опыта.
Объединение учебного и производительного труда старших школьников в учебном цехе Харьковского тракторного завода (ХТЗ), получившее название «Учебное производство», применял д.п.н., проф. П. А. Ярмоленко. Исследования учёного и работа учебного цеха ХТЗ по трудовому воспитанию и профессиональной ориентации молодёжи под рук. П. А. Ярмоленко отмечена премией Ленинского комсомола (1971), одобрена коллегией Министерства просвещения СССР, Президиумом ЦК профсоюза и др.
С 2003 года (к 115-й годовщине со дня рождения А. С. Макаренко) журналом «Народное образование» совместно с Российской макаренковской ассоциацией начато проведение макаренковского конкурса школ-хозяйств, возобновлено проведение Макаренковских чтений. За более чем 14 лет проведения этого конкурса в нём уже участвовали десятки команд из разных краёв и областей России — от Якутии и Краснодарского края до Московской области.
Таким образом, утверждения некоторых авторов, к примеру, журналиста Андрея Нуйкина, что макаренковский опыт слишком сильно связан с какой-то особой одарённостью и личными качествами самого А. С. Макаренко и потому, мол, не был ни разу сколько-нибудь успешно повторён позже и, тем более, неповторим сегодня, не соответствует действительности. В то же время следует признать, что отсутствие заметной ответственности большинства школьных коллективов за воспитательный и педагогический брак в подготовке своих воспитанников (о чём много писал и сам А. С. Макаренко), а также целый ряд законодательных особенностей советского, а по наследству, и современного российского законодательства, затрудняющих, а то и запрещающих (из узко и однобоко понятого желания «охранить детей от эксплуатации») деятельностное (в том числе, трудовое) обучение в нашей стране, приводят к тому, что к желающим воспроизвести опыт Макаренко по сию пору предъявляются повышенные требования не только в воспитательной и педагогической подготовке, но и в юридической и хозяйственной областях.

## Воспитанники Макаренко — орденоносцы и герои Великой Отечественной войны
- Калабалин, Семён Афанасьевич.
- Конисевич, Леонид Вацлавович.
- Токарев, Иван Демьянович.
- Цымбал, Василий Тимофеевич — Герой Советского Союза.
- Явлинский, Алексей Григорьевич (1917—1981) — награждён двумя орденами Отечественной войны 2-степени, орденом Красной Звезды и многими медалями (отец Григория Явлинского)[61].

## События, связанные с именем А. С. Макаренко
- В 1959 году вышла пьеса «Не пищать!», написанная М. Э. Козаковым и А. Б. Мариенгофом для юношества по мотивам нескольких произведений А. С. Макаренко — главным образом по «Педагогической поэме».
- В начале 1950-х годов в журнале «Простор» (Казахстан) опубликована пьеса П. Джуринской и Н. Артемьева «За нами пойдут»[62] по мотивам произведений А. С. Макаренко. Пьеса была поставлена в самодеятельном театре Дома культуры авиаторов г. Алма-Аты
- 24 октября 2011 года в Харькове по ул. Сумской, 128 (напротив парка М. Горького) был разобран и перевезён памятник А. С. Макаренко[63]. Памятник, возведённый в 1969 году на средства рабочих, вновь установлен внутри охраняемой территории Харьковского машиностроительного завода «ФЭД».

## Произведения
См. Электронный архив произведений А. С. Макаренко

### Романы и повести
- Педагогическая поэма (написание 1925—1935, издание частями 1933-35, первое изд. отд. книгой — 1937).
- Марш 30 года (1932)
- ФД—1 (1932)
- Книга для родителей (1936—1937; художественно-теоретическое сочинение)
- Флаги на башнях (1938)
- Честь (1937—1938; повесть)
- Пути поколения (1938; роман, не закончен)

### Работы о воспитании
- Воспитание в семье и школе
- Лекции о воспитании детей
- Письмо пионервожатому
- Проблемы воспитания в советской школе
- Проблемы школьного советского воспитания
- Коммунистическое воспитание и поведение
- Разговор о воспитании
- Семья и воспитание детей
- Цель воспитания
- Методика организации воспитательного процесса (1936—1937)

### Рассказы и очерки
- О человеческих чувствах (1937)
- Из истории героизма (1937)
- Гришка (1937)
- Случай в походе (1937)
- В день Первого Мая (1937)
- Несколько часов на канале (1937)
- Три разговора (1937)
- Незабываемая встреча (1938)
- Симфония Шуберта (1938)
- Премия (1938)
- Доктор (1938)
- Преподаватель словесности (написан 1938, опубликован 1940)
- Домой хочу (1939)
- Новые годы (опубликован 1941)
- В библиотеке (опубликован 1941)
- Сборник рассказов

### Пьесы
- Мажор (1932)
- Ньютоновы кольца (1934)

### Киносценарии
- Настоящий характер
- Командировка

### Собрания сочинений
- Избранные педагогические сочинения в четырёх томах. — М.: изд. АПН РСФСР, 1949 — 26 500 экз.
- Сочинения в семи томах. — М.: изд. АПН РСФСР, 1950—1952. — 50 000 экз.
- Сочинения в семи томах. — М.: изд. АПН РСФСР, 1957—1958. — 175 000 экз.
- Собрание сочинений в пяти томах. — М.: «Правда», 1971. — 375 000 экз. — (Библиотека «Огонёк». Отечественная классика)
- Избранные педагогические сочинения в двух томах. — М.: «Педагогика», 1977 — 40 000 экз., 1978 — 10 000 экз.
- Избранные произведения в трёх томах. — Киев: «Радянська школа», 1983—1984, — 110 000 экз.
- Педагогические сочинения в 8-и томах. — М.: «Педагогика», 1983–1986. — 50 000 экз. на портале НПБ им. К.Д. Ушинского:
  - Том 1. (1983)
  - Том 2. (1983)
  - Том 3. (1984)
  - Том 4. (1984)
  - Том 5. (1985)
  - Том 6. (1985)
  - Том 7. (1986)
  - Том 8. (1986)
- Избранные произведения в трёх томах. — К.: «Радянська школа», 1985 — 65 000 экз.
- Собрание сочинений в четырёх томах. / Иллюстрации художника И. Ушакова. Оформление художника Г. В. Дмитриева.  — М.: «Правда», 1987. — 1 500 000 экз. — (Библиотека «Огонёк». Отечественная классика)

### Шахматы

Шахматы Макаренко.

- Шахматы Макаренко, изобретённые им в 1920-е.[64][65]

### Фильмография
- Педагогическая поэма (1955)
- Флаги на башнях (1958)
- Большие и маленькие (1963)
- Фильмография на сайте, посвящённом жизни и творчеству А. С. Макаренко

## Память

Памятник Макаренко в Харькове. Перенесён на территорию ГП «Харьковский машиностроительный завод» «ФЭД» в 2011 году.

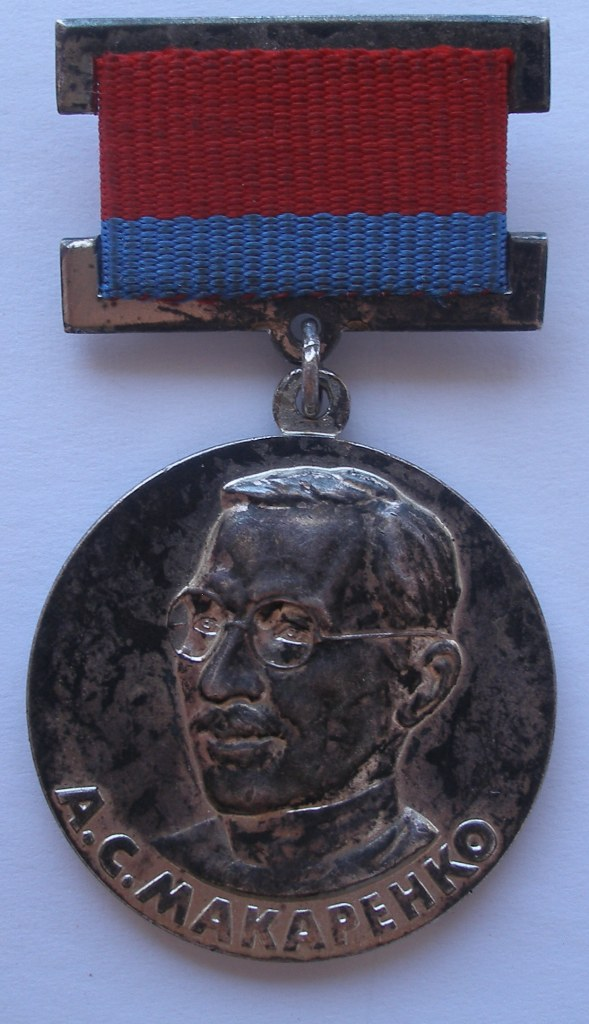
Медаль А. С. Макаренко

- Памятник А. С. Макаренко в г. Харькове (1969). Скульптор М. Ф. Овсянкин, архитектор Э. Ю. Черкасов. Установлен самому знаменитому сотруднику ГП Харьковский машиностроительный завод «ФЭД» на его территории.
- Памятник А. С. Макаренко в с. Подворки Дергачёвского р-на Харьковской области.
- Скульптурная группа «А. М. Горький и А. С. Макаренко». 1968. Куряжская воспитательно-трудовая колония, Харьковская обл.
- Мемориальная доска А. С. Макаренко в Киеве на доме 6А по улице Леонтовича, где педагог-писатель жил в 1935-1936-м годах.

### Архив
В Российском государственном архиве литературы и искусства хранится объемный фонд А.С. Макаренко. Фонд насчитывает 1512 единиц хранения и охватывает период с 1882 по 1962 гг. Основу фонда составляют автографы произведений почти всех произведений Макаренко, часть его переписки, фотографии, семейные и биографические материалы и большая часть делопроизводства Трудовой коммуны им. Ф.Э. Дзержинского.

### Учебные заведения и воспитательные учреждения
МАОУ лицей №12 им. А.С.Макаренко г. Краснодар
Россия
- Исследовательская лаборатория «Воспитательная педагогика А. С. Макаренко» Мининского ун-та, г. Нижний Новгород.
- Лаборатория «Педагогика А. С. Макаренко» Челябинского института профессионального образования
- Новосибирский педагогический колледж № 1 им. А. С. Макаренко
- УВК «Школа-лицей» № 3, им. А. С. Макаренко, г. Симферополь
- Центр образования № 656 им. А. С. Макаренко САО г. Москвы
- Школа им. А. С. Макаренко, (р. п. Даниловка Волгоградская область)
- Школа № 3 им. А. С. Макаренко, г. Фролово, Волгоградская область
- Школа № 1 им. А. С. Макаренко, г. Орск, Оренбургская область
- Школа № 1 им. А. С. Макаренко, с. Новогеоргиевка, Республика Дагестан
- Школа № 6 им. А. С. Макаренко, г. Арзамас, Нижегородская область
- Школа № 22 им. А. С. Макаренко, г. Воткинск, респ. Удмуртия
- Никитовская школа им. А. С. Макаренко, с. Никитовка, Белгородская область
- МОУ Средняя школа № 15 им. А. С. Макаренко, г. Ярославль
- Школа № 6, г. Кропоткин, Краснодарский край
- Школа № 139 (1965–1971), г. Ленинград.
- Центр внешкольной работы им. А. С. Макаренко в Москве
- Мелитопольский государственный университет им. А. С. Макаренко, г. Мелитополь, Запорожская область

Библиотеки
- Библиотека имени Антона Семёновича Макаренко в Нижнем Новгороде
- Центральная библиотека им. А. С. Макаренко, г. Новосибирск
- Библиотека им. А. С. Макаренко, Евпатория

Азербайджан
- Республиканская школа-интернат среднего (общего) образования с гуманитарным профилем им А. С. Макаренко, г. Баку

Германия
- Schule mit Ausgleichsklassen A.S. Makarenko, г. Магдебург
- Kinderheim A. S. Makarenko — крупнейший детский дом ГДР, просуществовавший с 1953 до 1998, носил имя Макаренко, г. Берлин[66]

Казахстан
- Школа № 6 им. А. С. Макаренко, г. Талдыкорган
- Средняя общеобразовательная школа № 6 им. А. С. Макаренко, г. Уральск
- Школа № 6 им. А. С. Макаренко, г. Шымкент, Састобе
- Средняя общеобразовательная школа имени А. С. Макаренко, г. Аркалык

Куба
- Институт педагогики им. А. С. Макаренко (основан в 1960 г. в Гаване)

Кыргызстан
- Школа № 1 им. А. С. Макаренко, с. Базаркурган

Мексика
- Институт Антона Макаренко (г. Ласаро-Карденас)[67]

Приднестровье
- Республиканский учебно-воспитательный комплекс им. А. С. Макаренко, г. Тирасполь

Узбекистан
- Школа 6 им. А. С. Макаренко, г. Навои Навоинская область
- Школа № 1 им. А. С. Макаренко, г. Ханка Хорезмской области

Украина
- Сумской государственный педагогический университет им. А. С. Макаренко, г. Сумы
- Киевский профессионально-педагогический колледж им. А. С. Макаренко, г. Киев
- Кременчугское педагогическое училище им. А. С. Макаренко, г. Кременчуг
- Куряжская воспитательная колония им. А. С. Макаренко, пгт Подворки Дергачёвского района Харьковской области
- Филиал № 3 им. А. С. Макаренко Центральной библиотеки для детей Киевского района г. Харькова
- Школа № 2 им. А. С. Макаренко, г. Долинская Кировоградской области
- Школа № 47 им. А. С. Макаренко, г. Киев
- Школа № 50 им. А. С. Макаренко, г. Львов
- Общеобразовательная школа I—III ступеней № 100 им. А. С. Макаренко, г. Харьков

### Улицы
- Микрорайон Макаренко (г. Старый Оскол, Белгородская область)[68]
- Площадь Макаренко (пгт Новоспасское, Ульяновская область)
- Проезд Макаренко (г. Королёв Московской области)
- Проезд Макаренко (г. Сургут Тюменской области)
- улица Макаренко (г. Северодвинск)
- улица Макаренко (г. Орск Оренбургской области)
- улица Макаренко (г. Тула)
- улица Макаренко (г. Новосибирск)
- улица Макаренко (г. Пермь)
- улица Антона Макаренко (г. Сочи)
- улица Макаренко (г. Ангарск Иркутской области)

За рубежом
Германия
- Anton-Makarenko Str. (Rostock (Росток))
- Makarenkostraße (Грайфсвальд)

### Музеи

Мемориальная доска Макаренко на улице Пржевальского в Смоленске.

Россия
- Экспозиция А. С. Макаренко в Музее московского образования Московского городского Дома Учителя
- Педагогический музей А. С. Макаренко, г. Москва.
- Школьный музей А.С. Макаренко при Центре образования № 656 г. Москвы.

Украина
- Комната-музей А. С. Макаренко Полтавского НПУ им. В. Г. Короленко (укр.)
- Педагогическо-мемориальный музей А. С. Макаренко при Долинской ОШ № 2 им. А. С. Макаренко в Кировоградской области (Украина) (укр.)
- Центр-музей Антона Макаренко при исправительной колонии для несовершеннолетних имени А. Макаренко в посёлке Подворки (Куряж) Дергачёвского района Харьковской области (укр.)
- Музей А. С. Макаренко в ГП "Харьковский машиностроительный завод «ФЭД».
- Музей А. С. Макаренко в ГНПП «Объединение Коммунар», г. Харьков // http://tset.biz-gid.ru
- Музей А. С. Макаренко в общеобразовательной школе I—III ступеней № 100 им. А. С. Макаренко г. Харькова
- Заповедник-музей А. Макаренко Министерства просвещения Украины 15018, Полтавский район, с. Ковалевка
- Музей А. С. Макаренко в г. Белополье Сумской обл. belopolye@yandex.ru
- Педагогическо-мемориальный дом-музей А. С. Макаренко в г. Кременчуге (Крюковский р-н) Полтавской обл.

### Награды
- Медаль А. С. Макаренко (УССР) «За достижения в области просвещения и педагогической науки» (учреждена в 1964 году).
- Медаль А. С. Макаренко (совм. медаль, учреждённая ред. журнала «Народное образование» и Международной макаренковской ассоциацией в 2003 г. (к 115-летию со дня рождения А.С. Макаренко))[69].
- Премия им. А.С. Макаренко (по педагогике) — существовала в советское время. Среди лауреатов 1988 г. — С. А. Шмаков.
- Медаль А. С. Макаренко Российской макаренковской ассоциации «За заслуги в области образования и педагогической науки» (учреждена в 2021 году).

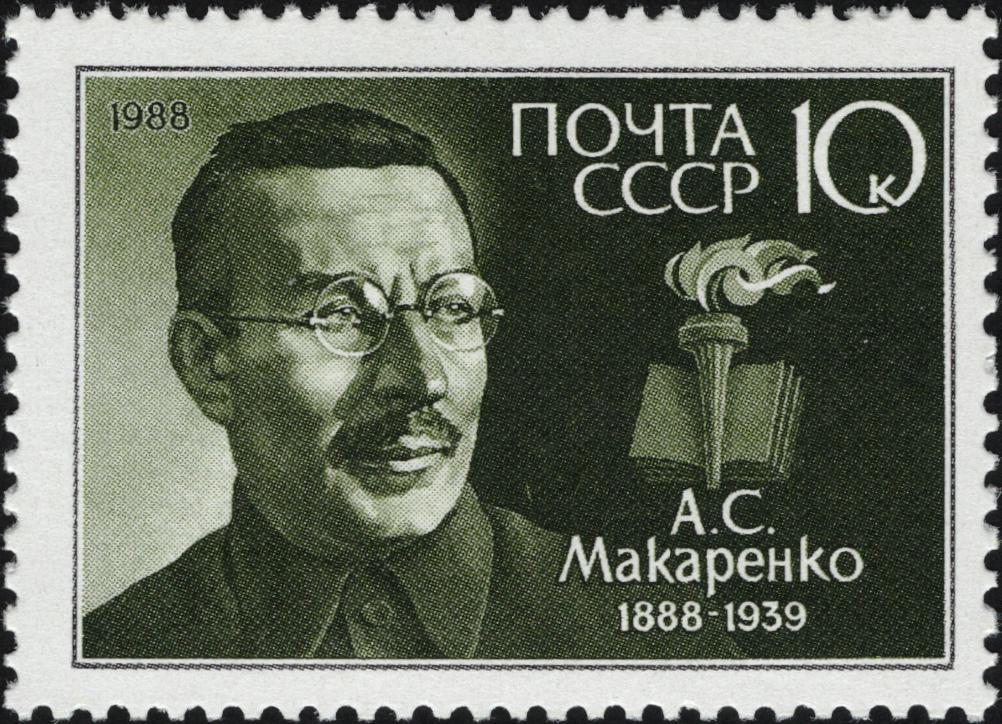
Почтовая марка СССР с изображением А. С. Макаренко

В филателии

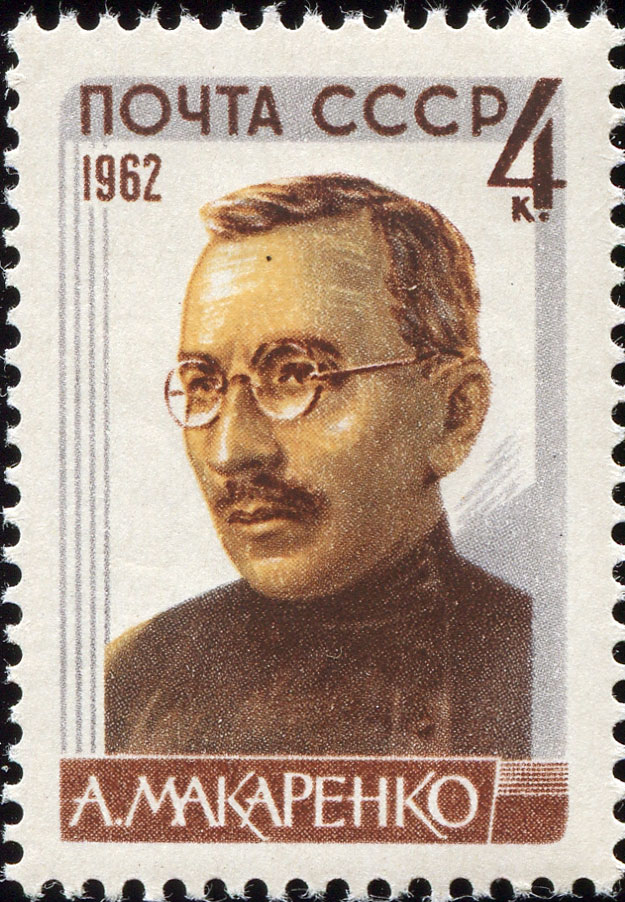
Почтовая марка СССР, 1962 год

- Почтовая марка СССР, 1962 годВ 1962 и в 1988 году была выпущена почтовая марка СССР.
- В 1978 году издан художественный маркированный конверт.
- В 1987 году издан художественный маркированный конверт.
- В 2013 году издан художественный маркированный конверт (к 125-летию).

Прочее
- 31 мая 1988 года в честь А. С. Макаренко назван астероид 3214 Makarenko, открытый в 1978 году советским астрономом Л. В. Журавлёвой[70].

### Статьи
- Макаренко: статья // Чуковский К.И. Современники: портреты и этюды / Корней Чуковский.- М.: Молодая гвардия, 1967.- С. 488 - 496

Макаренковская энциклопедия
А. С. Макаренко: школа жизни, труда, воспитания. Учебная книга по истории, теории и практике воспитания. В 9-ти томах. Нижний Новгород, 2007—2017 гг.
- А. С. Макаренко: школа жизни, труда, воспитания. Учебная книга по истории, теории и практике воспитания Часть I. Деловые и личные письма, статьи 1921—1928 гг. / сост. А. А. Фролов, Е. Ю. Илалтдинова. Нижний Новгород: НГПУ, 2007. 536 с.
- А. С. Макаренко: школа жизни, труда, воспитания. Учебная книга по истории, теории и практике воспитания Часть II. Письма, разработки, книги-очерки, статьи 1928—1932 гг. / сост. и коммент. А. А. Фролова, Е. Ю. Илалтдиновой. Нижний Новгород: Изд-во Волго-Вятской академии государственной службы, 2008. 543 с.
- А. С. Макаренко: школа жизни, труда, воспитания. Учебная книга по истории, теории и практике воспитания Часть III. Статьи, выступления, письма, материалы книги, пьесы, «Педагогическая поэма» 1932—1934 гг. / сост. и коммент. А. А. Фролова, Е. Ю. Илалтдиновой. Нижний Новгород: Изд-во Волго-Вятской академии государственной службы, 2009. 365 с. ISBN 978-5-85152-786-9
- А. С. Макаренко: школа жизни, труда, воспитания. Учебная книга по истории, теории и практике воспитания Часть 4. Деловые и личные письма, «Педагогическая поэма», «Методика организации воспитательного процесса», статьи, выступления, подготовительные материалы 1935—1936 гг. / сост. и коммент. А. А. Фролова, Е. Ю. Илалтдиновой. Нижний Новгород: Изд-во Волго-Вятской академии государственной службы, 2010. 333 с.
- А. С. Макаренко: школа жизни, труда, воспитания. Учебная книга по истории, теории и практике воспитания Часть 5. Статьи, выступления, письма, подготовительные материалы, «Книга для родителей» 1936—1937 гг. / сост. и коммент. А. А. Фролов, Е. Ю. Илалтдинова, С. И. Аксёнов. Нижний Новгород: Изд-во Волго-Вятской академии государственной службы, 2011. 384 с. ISBN 978-5-85152-931-3
- А. С. Макаренко: школа жизни, труда, воспитания. Учебная книга по истории, теории и практике воспитания Часть 6. Статьи, литературные рецензии, «Лекции о воспитании детей», «Честь», «Проблемы школьного советского воспитания», письма, рассказы, выступления 1937—1938 гг. / сост. и коммент. А. А. Фролов, Е. Ю. Илалтдинова, С. И. Аксёнов. Нижний Новгород: Изд-во Волго-Вятской академии государственной службы, 2013. 314 с.
- А. С. Макаренко: школа жизни, труда, воспитания. Учебная книга по истории, теории и практике воспитания Часть 7. Статьи о школе и художественной литературе, «Флаги на башнях», подготовительные материалы к «Путям поколения» и «Ньютоновым кольцам», рассказы, встречи с читателями, «Некоторые выводы из моего опыта», «О моем опыте», статьи, письма, дневниковые записи — 1938 г. / сост. и коммент. А. А. Фролов, Е. Ю. Илалтдинова, С. И. Аксёнов. Нижний Новгород: Изд-во Волго-Вятской академии государственной службы, 2014. 368 с. ISBN 978-5-85219-349-0.
- А. С. Макаренко: школа жизни, труда, воспитания. Учебная книга по истории, теории и практике воспитания Часть 8. Выступления и отзывы о художественной, детской литературе, доклады о воспитании и этике, киносценарии, материалы к «Книге для родителей», рассказы, письма, дневниковые записи. Дек. 1938 — март 1939 гг. / А. С. Макаренко, сост. и коммент. А. А. Фролов, Е. Ю. Илалтдинова, С. И. Аксёнов. — Н. Новгород: Мининский университет, 2015—358 с.
- А. С. Макаренко: школа жизни, труда, воспитания. Учебная книга по истории, теории и практике воспитания Часть 9. Дополнения к 1-8 частям: различные авторские и документальные материалы, относящиеся к советскому и дореволюционному (1917 г.) периодам жизни и деятельности А. С. Макаренко. / сост. и коммент. А. А. Фролов, Е. Ю. Илалтдинова, С. И. Аксёнов. — Н. Новгород: Мининский университет, 2017. — 402 с.

Издания Марбургского университета
- Opuscula Makarenkiana. — 1975.
- В Харьков или Запорожье? Сборник документов о переводе колонии им. Горького из Полтавы на новое место («Завоевание Куряжа») 1925-1926 гг. — 1985.
- Мой брат Антон Семёнович (Воспоминания В. С. Макаренко о брате). — 1985.
- Он родился и вырос в России: Вместо некролога. — 1987.
- Самоутверждение или конформизм? К вопросу идейно-политического становления А. С. Макаренко. / Ф. Патаки. — 1987.
- «Макаренко — педагог, а не писатель!» Переписка А. С. Макаренко с двумя читательницами (1938-1939 гг.). / С. Невская. — 1995.
- Макаренко и сталинизм: размышления и комментарии к дискуссионной теме. — 1995.
- «Ваша нежность — страшная сила». — 1996.
- Прометей Макаренко и «главбоги» Педолимпа: Соколянский, Залужный, Попов. — 1997.
- Макаренко в год «большого террора». — 1998.
- Испытание властью: Киевский период жизни Макаренко (1935-1937 гг.). / А. Абаринов. — 2000.
- «Береги себя!!!»: Переписка Г. С. и А. С. Макаренко с сыном (1927-1939 гг.). / С. Невская. — 2001.

## Критика и сомнения
- Азаров Ю. П. Не подняться тебе, старик : Роман-исследование (об А. С. Макаренко) / Юрий Азаров; [Послесл. Т. Афанасьевой; Худож. А. Иванов]. — М. : Мол. гвардия, 1989. — 302,[2] с. : ил.; 20 см; ISBN 5-235-00421-3
- Андрей Нуйкин. Страсти по Макаренко // Межд. еврейская газета